# 坎貝爾 (阿拉巴馬州)
坎貝爾（英語：Campbell）是一個位於美國阿拉巴馬州克拉克縣的非建制地區。該地的面積和人口皆未知。

## 地理
坎貝爾的座標為31°55′35″N 87°58′50″W / 31.92638°N 87.98055°W，而該地最高點為海拔高度29米（即95英尺）。